# Vincent Harding

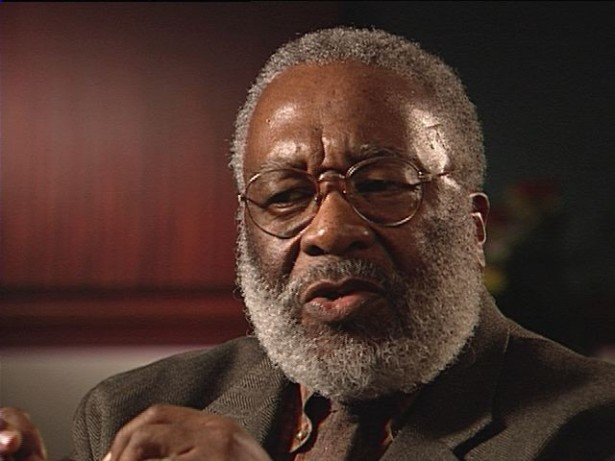
Vincent Harding

Vincent Gordon Harding (* 25. Juli 1931 in New York City; † 19. Mai 2014 in Philadelphia, Pennsylvania) war ein US-amerikanischer Historiker und Publizist. Harding ist vor allem als Bürgerrechtsaktivist und Unterstützer Martin Luther Kings bekannt geworden.

## Leben und Werk
Harding wurde im Juli 1931 in Harlem in New York geboren. Seine Eltern waren Einwanderer aus Barbados, die sich jedoch schon früh trennten, so dass Harding allein bei seiner Mutter aufwuchs. Nach dem Abitur machte Harding zunächst am City College of New York einen Bachelor in Geschichte und anschließend an der Columbia University einen Master in Journalismus. Zwischen 1953 und 1955 diente er in der US-Armee, nahm aber eine zunehmend kritische Position zum Militär ein. Im Jahr 1956 schloss er schließlich sein Geschichtsstudium mit einem Master an der University of Chicago ab. Während des Studiums kam er in Kontakt mit Schriften der radikal-reformatorischen Täufer und wandte sich in Folge theologisch den pazifistischen Mennoniten zu, wo er auch als Pastor ordiniert wurde. Zuvor war er noch Mitglied der Siebenten-Tags-Adventisten gewesen. Über die Mennoniten in Chicago traf er auch seine spätere Frau Rosemarie Feeney, die er am 7. August 1960 heiratete. Im Jahr 1960 zogen Harding und seine Frau nach Atlanta in Georgia, wo er Mitbegründer einer mennonitischen Begegnungsstätte (Mennonite House) wurde. Fünf Jahre später promovierte Harding in Geschichte an der University of Chicago und fand anschließend eine Anstellung am Atlanta’s Spelman College. Während jener Zeit waren Harding und seine Frau bereits aktiv in der amerikanischen Bürgerrechtsbewegung. Harding engagierte sich unter anderem in der Southern Christian Leadership Conference, dem Student Nonviolent Coordinating Committee und dem Congress of Racial Equality. Ein zentrales Thema der damaligen Bürgerrechtsbewegung war der Kampf gegen die US-amerikanische Rassentrennung, später rückte die Arbeit gegen den Vietnamkrieg ins Zentrum. Über seine Aktivitäten in der Bürgerrechtsbewegung kam Harding auch in Kontakt mit Martin Luther King, für den er mehrere Reden wie die Anti-Vietnamkriegs-Rede vom 4. April 1967 schrieb. Nach der Ermordung von Martin Luther King arbeitete Harding zusammen mit Kings Ehefrau Coretta Scott King am Aufbau des Martin Luther King Memorial Centers in Atlanta, dessen erster Direktor er bis 1970 gewesen ist. Anschließend lehrte Harding unter anderem an der Temple University und der University of Pennsylvania, betätigte sich als Publizist und Schriftsteller und arbeitete als Berater für die amerikanische Dokumentarserie Eyes on the Prize. Von 1981 bis 2004 wirkte er als Professor für Religion und Soziale Transformation an der Iliff School of Theology in Denver, Colorado, wo er zusammen mit seiner Frau die Bildungsinitiative Veterans of Hope Project gründete, die sich bis heute thematisch dem weltweiten gewaltlosen Widerstand widmet. Nach dem Tod seiner ersten Frau heiratete Harding im Dezember 2004 Aljosie Aldrich, mit der er zusammen eine Tochter und einen Sohn hatte.
Harding starb am 19. Mai 2014 in Philadelphia, Pennsylvania mit 82 Jahren. Harding ist vor allem als Bürgerrechtsaktivist, Kritiker des Vietnamkrieges und Redenschreiber für Martin Luther King bekannt geworden. Als Publizist verfasste er mehrere Aufsätze und Bücher. Als Vertreter des gewaltlosen Widerstandes hatte er unmittelbar Einfluss auf den Soziologen Howard Zehr und die Entwicklung der Restorative Justice als Form der Konfliktbewältigung und des Täter-Opfer-Ausgleiches.

## Schriften (Auswahl)
- The Other American Revolution, Center for Afro-American Studies (University of California), 1980
- There Is a River: The Black Struggle for Freedom in America, Harcourt Brace Jovanovich, 1981
- Hope and History: Why We Must Share the Story of the Movement, Orbis Books, 1990
- Martin Luther King, the Inconvenient Hero, Orbis Books, 1996
- African-American Christianity: Essays in History
- We Must Keep Going: Martin Luther King and the Future of America
- There Is a River: The Black Struggle for Freedom in America, New York, 1981
- Beyond Chaos: Black History and the Search for the New Land, Institute of the Black World, 1970